# Maingaya malayana
Genre
Espèce
Statut de conservation UICN

 VU B1+2c : Vulnérable
Maingaya malayana est une espèce d’arbres de la famille des Hamamelidaceae. C’est la seule espèce du genre Maingaya.

### Genre
- (en) Catalogue of Life : Maingaya Oliv. (consulté le 13 décembre 2020)
- (en) GRIN : genre Maingaya  Oliv. (+liste d'espèces contenant des synonymes) (consulté le 24 août 2014)
- (en) NCBI : Maingaya (taxons inclus) (consulté le 24 août 2014)
- (en) Tropicos : Maingaya Oliv.  (+ liste sous-taxons) (consulté le 24 août 2014)
- (en) UICN : taxon  Maingaya  (consulté le 7 janvier 2023)

### Espèce
- (en) JSTOR Plants : Maingaya malayana  (consulté le 24 août 2014)
- (en) Catalogue of Life : Maingaya malayana Oliv. (consulté le 22 décembre 2020)
- (en) GRIN : espèce Maingaya malayana  Oliv. (consulté le 24 août 2014)
- (en) NCBI : Maingaya malayana (taxons inclus) (consulté le 24 août 2014)
- (en) The Plant List : Maingaya malayana Oliv.  (source : KewGarden WCSP) (consulté le 24 août 2014)
- (en) Tropicos : Maingaya malayana Oliv.  (+ liste sous-taxons) (consulté le 24 août 2014)
- (en) UICN : espèce Maingaya malayana  Oliver (consulté le 24 août 2014)